# Rohrweiher-Rösselsweiher
Das Naturschutzgebiet Rohrweiher-Rösselsweiher liegt im Landkreis Südwestpfalz in Rheinland-Pfalz.
Das etwa 40 ha große Gebiet, das im Jahr 1979 unter Naturschutz gestellt wurde, erstreckt sich zwischen der Ortsgemeinde Ludwigswinkel, Verbandsgemeinde Dahner Felsenland im Osten und der französischen Grenze im Westen. Nach Norden wird es durch die Bitscher Straße begrenzt. Das Naturschutzgebiet wird von Rösselsbach und Rohrbach durchflossen, die ihm seinen Namen gaben. Der Rohrbach mündet im Osten des Gebiets in den Rösselsbach, der wiederum in die Sauer mündet.
Schutzzweck ist die Erhaltung des Gebietes mit seinen Wasser- und Verlandungsbereichen, seinem Hochmoor, seinen Waldrand- und Waldgesellschaften als Standorte seltener Pflanzenarten und Pflanzengesellschaften sowie als Lebensraum seltener Tierarten aus wissenschaftlichen Gründen.
In einer Erfassung der Flora und Fauna im grenzüberschreitenden Biosphärenreservat Pfälzerwald – Nordvogesen wurden im Naturschutzgebiet Rohrweiher-Rösselsweiher 107 Arten festgestellt, darunter Silbergras, Vogesen-Knabenkraut, Rosmarin-Seidelbast, Rundblättriger Sonnentau, Lungen-Enzian, Europäischer Froschbiss, Fieberklee und Sumpf-Herzblatt.

## Tourismus
Durch das Naturschutzgebiet verläuft die  Wasgau-Seen-Tour.